# Iosi, el espía arrepentido
Iosi, el espía arrepentido es una serie de televisión por internet de suspenso argentina-uruguaya creada por Daniel Burman para Prime Video. La serie cuenta la historia de un espía de la Policía Federal Argentina que se infiltra en una comunidad judía para recabar información, que luego aparentemente fue utilizada para llevar adelante los atentados terroristas contra la embajada de Israel en 1992 y la AMIA en 1994. Está protagonizada por Natalia Oreiro, Gustavo Bassani, Alejandro Awada, Carla Quevedo, Minerva Casero, Juan Leyrado, Marco Antonio Caponi, Daniel Kuzniecka y Matías Mayer. La serie se estrenó el 29 de abril de 2022.
En mayo del 2022, se confirmó que la serie fue renovada para una segunda temporada, la cual se estrenó el 27 de octubre de 2023.

## Sinopsis
La serie sigue la historia real de un joven agente de inteligencia de la Policía Federal Argentina a quien sus superiores, en plena época democrática, desde 1985, le asignan la misión de infiltrarse en una comunidad judía por muchos años para recabar información sobre la teoría de la conspiración antisemita Plan Andinia, que posteriormente se usó para perpetrar los ataques terroristas contra la embajada de Israel en 1992 -en el que no pudo determinarse quienes fueron los responsables- y contra la Amia en 1994 -en el que fueron descubiertos y condenados varios encubridores-, donde fueron asesinadas 107 personas.

## Elenco

### Principal
- Natalia Oreiro como Claudia
- Gustavo Bassani como José Péres / Iosi
- Alejandro Awada como Saúl Menajem
- Carla Quevedo como Eli
- Minerva Casero como Dafne Menajem
- Juan Leyrado como Abraham Glusberg
- Marco Antonio Caponi como Luis Garrido
- Daniel Kuzniecka como Aarón
- Matías Mayer como Víctor Kesselman
- Mercedes Morán como Mónica Raposo (temporada 2; invitada en temporada 1)

### Secundario
- Mirella Pascual como Zuni
- Damián Dreizik como Marcelo
- César Troncoso como Castaño
- Carlos Belloso como Kadar
- Enzo Vogrincic como Rivera

### Participaciones
- Roly Serrano como Ministro Aquino
- Julián Ache Pérez Zinola como Jonás Kesselman
- Danna Liberman como Silvina
- Miguel Di Lemme como Daniel Cruz
- Lucio Hernández como Salerno
- Víctor Wainbuch como Rabino Straimel
- Fernando Miró como Fiscal Castillo
- Roberto Suárez como Horacio Gutiérrez
- David Masajnik como Doctor Roitman
- Micaela Del Pino como Fabiana

## Episodios
| Temporada | Temporada | Episodios | Episodios | Lanzamiento original  | Lanzamiento original  |
| --------- | --------- | --------- | --------- | --------------------- | --------------------- |
|           | 1         | 8         | 8         | 29 de abril de 2022   | 29 de abril de 2022   |
|           | 2         | 8         | 8         | 27 de octubre de 2023 | 27 de octubre de 2023 |

### Primera temporada (2022)
| N.º en serie | N.º en temp. | Título            | Dirigido por                          | Escrito por                                                          | Fecha de lanzamiento original |
| ------------ | ------------ | ----------------- | ------------------------------------- | -------------------------------------------------------------------- | ----------------------------- |
| 1            | 1            | «La misión»       | Daniel Burman y Sebastián Borensztein | Sebastián Borensztein, Natacha Caravia, Andrés Gelós y Daniel Burman | 29 de abril de 2022           |
| 2            | 2            | «La memoria»      | Daniel Burman y Sebastián Borensztein | Sebastián Borensztein, Natacha Caravia, Andrés Gelós y Daniel Burman | 29 de abril de 2022           |
| 3            | 3            | «El hijo»         | Daniel Burman y Sebastián Borensztein | Sebastián Borensztein, Natacha Caravia, Andrés Gelós y Daniel Burman | 29 de abril de 2022           |
| 4            | 4            | «Jeans nevados»   | Daniel Burman y Sebastián Borensztein | Sebastián Borensztein, Natacha Caravia, Andrés Gelós y Daniel Burman | 29 de abril de 2022           |
| 5            | 5            | «Una alfombra»    | Daniel Burman y Sebastián Borensztein | Sebastián Borensztein, Natacha Caravia, Andrés Gelós y Daniel Burman | 29 de abril de 2022           |
| 6            | 6            | «Casa de muñecas» | Daniel Burman y Sebastián Borensztein | Sebastián Borensztein, Natacha Caravia, Andrés Gelós y Daniel Burman | 29 de abril de 2022           |
| 7            | 7            | «14:45»           | Daniel Burman y Sebastián Borensztein | Sebastián Borensztein, Natacha Caravia, Andrés Gelós y Daniel Burman | 29 de abril de 2022           |
| 8            | 8            | «El idiota útil»  | Daniel Burman y Sebastián Borensztein | Sebastián Borensztein, Natacha Caravia, Andrés Gelós y Daniel Burman | 29 de abril de 2022           |

### Segunda temporada (2023)
| N.º en serie | N.º en temp. | Título                 | Dirigido por                                         | Escrito por                                                          | Fecha de lanzamiento original |
| ------------ | ------------ | ---------------------- | ---------------------------------------------------- | -------------------------------------------------------------------- | ----------------------------- |
| 9            | 1            | «El abismo»            | Daniel Burman, Sebastián Borensztein y Martín Hodara | Sebastián Borensztein, Natacha Caravia, Andrés Gelós y Daniel Burman | 27 de octubre de 2023         |
| 10           | 2            | «El vuelto»            | Daniel Burman, Sebastián Borensztein y Martín Hodara | Sebastián Borensztein, Natacha Caravia, Andrés Gelós y Daniel Burman | 27 de octubre de 2023         |
| 11           | 3            | «Kadish»               | Daniel Burman, Sebastián Borensztein y Martín Hodara | Sebastián Borensztein, Natacha Caravia, Andrés Gelós y Daniel Burman | 27 de octubre de 2023         |
| 12           | 4            | «Mazel Tov»            | Daniel Burman, Sebastián Borensztein y Martín Hodara | Sebastián Borensztein, Natacha Caravia, Andrés Gelós y Daniel Burman | 27 de octubre de 2023         |
| 13           | 5            | «Silencio»             | Daniel Burman, Sebastián Borensztein y Martín Hodara | Sebastián Borensztein, Natacha Caravia, Andrés Gelós y Daniel Burman | 27 de octubre de 2023         |
| 14           | 6            | «Sion»                 | Daniel Burman, Sebastián Borensztein y Martín Hodara | Sebastián Borensztein, Natacha Caravia, Andrés Gelós y Daniel Burman | 27 de octubre de 2023         |
| 15           | 7            | «Traición»             | Daniel Burman, Sebastián Borensztein y Martín Hodara | Sebastián Borensztein, Natacha Caravia, Andrés Gelós y Daniel Burman | 27 de octubre de 2023         |
| 16           | 8            | «Justicia perseguirás» | Daniel Burman, Sebastián Borensztein y Martín Hodara | Sebastián Borensztein, Natacha Caravia, Andrés Gelós y Daniel Burman | 27 de octubre de 2023         |

## Desarrollo

### Producción
En febrero del 2017, se informó que la productora argentina Oficina Burman se había unido en una alianza con Mediapro para desarrollar varios proyectos con proyección internacional, entre ellos la adaptación del libro Iosi, el espía arrepentido de Horacio Lutzky y Miriam Lewin para ser una serie, que cuenta la historia de un espía infiltrado en la comunidad judía que reveló información vital a los que posteriormente causarían los ataques a la embajada israelí y la AMIA, que resultó ser el peor ataque bomba de la historia de Argentina.
En enero del 2020, se anunció que la serie estaría dirigida por Daniel Burman y Sebastián Borensztein, la cual también comprendería de 8 episodios de 60 minutos de duración y que se estrenaría por la plataforma de Amazon Prime Video.

### Rodaje
Las grabaciones de la serie comenzaron a finales de enero del 2021 en Montevideo, Uruguay.
A su vez, se filmaron varias escenas en algunas localidades de Canelones como ser: Progreso, Los Cerrillos, La Paz y Paso Carrasco. 
  El rodaje de la segunda temporada inició en mayo del 2022 nuevamente en Uruguay.

### Casting
En diciembre del 2020, se confirmó que Gustavo Bassani, Marco Antonio Caponi, Alejandro Awada, Juan Leyrado, Matías Mayer y Minerva Casero serían los protagonistas de la serie y que además contaría con la participación especial de Natalia Oreiro. En enero de 2021, se informó que Carla Quevedo se había unido al elenco principal.
Para la segunda temporada, se anunció la incorporación de dos actores israelíes Moran Rosenblatt e Itzik Cohen.

## Recepción

### Comentarios de la crítica
La serie cosechó críticas positivas por parte de los expertos. Diego Lerer de Micropsia Cine otorgó a la serie una reseña positiva, diciendo que es «atractiva, promisoria y muy a tono», como así también elogió la actuación de Bassani describiéndola como «sorprendente» y valoró que Oreiro compuso una agente secreta internacional con frialdad. Por su parte, Diego Batlle de Otros cines rescató que la serie es «técnicamente irreprochable en todos los rubros, la serie tiene una excelente dirección de arte y banda de sonido [...], y queda claro que surge como una apuesta con hallazgos no menores, y a su vez consideró la interpretación de Bassani como «impecable».

### Premios y nominaciones
| Lista de premios y nominaciones | Lista de premios y nominaciones        | Lista de premios y nominaciones                                         | Lista de premios y nominaciones                                                        | Lista de premios y nominaciones | Lista de premios y nominaciones |
| Año                             | Organización                           | Categoría                                                               | Nominado/a(s)                                                                          | Resultado                       | Ref(s)                          |
| ------------------------------- | -------------------------------------- | ----------------------------------------------------------------------- | -------------------------------------------------------------------------------------- | ------------------------------- | ------------------------------- |
| 2022                            | Premios Produ                          | Mejor serie adaptación                                                  | Iosi, el espía arrepentido                                                             | Nominado                        | [ 16 ] [ 17 ]                   |
| 2022                            | Premios Produ                          | Mejor actriz principal - Serie dramática                                | Natalia Oreiro                                                                         | Ganadora                        | [ 16 ] [ 17 ]                   |
| 2022                            | Premios Produ                          | Mejor actor principal - Serie dramática                                 | Gustavo Bassani                                                                        | Nominado                        | [ 16 ] [ 17 ]                   |
| 2022                            | Premios Produ                          | Mejor showrunner                                                        | Daniel Burman                                                                          | Ganador                         | [ 16 ] [ 17 ]                   |
| 2022                            | Premios Cóndor de Plata                | Mejor serie dramática                                                   | Iosi, el espía arrepentido                                                             | Ganador                         | [ 18 ] [ 19 ]                   |
| 2022                            | Premios Cóndor de Plata                | Mejor dirección                                                         | Daniel Burman y Sebastián Borensztein                                                  | Nominado                        | [ 18 ] [ 19 ]                   |
| 2022                            | Premios Cóndor de Plata                | Mejor actor protagonista en drama                                       | Gustavo Bassani                                                                        | Ganador                         | [ 18 ] [ 19 ]                   |
| 2022                            | Premios Cóndor de Plata                | Mejor actor de reparto                                                  | Alejandro Awada                                                                        | Nominado                        | [ 18 ] [ 19 ]                   |
| 2022                            | Premios Cóndor de Plata                | Mejor actriz de reparto                                                 | Minerva Casero                                                                         | Nominada                        | [ 18 ] [ 19 ]                   |
| 2022                            | Premios Cóndor de Plata                | Mejor actriz de reparto                                                 | Natalia Oreiro                                                                         | Nominada                        | [ 18 ] [ 19 ]                   |
| 2022                            | Premios Cóndor de Plata                | Revelación masculina                                                    | Gustavo Bassani                                                                        | Nominado                        | [ 18 ] [ 19 ]                   |
| 2022                            | Premios Cóndor de Plata                | Revelación femenina                                                     | Minerva Casero                                                                         | Ganadora                        | [ 18 ] [ 19 ]                   |
| 2022                            | Premios Cóndor de Plata                | Mejor guion adaptado                                                    | Sebastián Borensztein, Natacha Caravia, Andrés Gelós, Sergio Dubcovsky y Daniel Burman | Ganadores                       | [ 18 ] [ 19 ]                   |
| 2022                            | Premios Cóndor de Plata                | Mejor dirección de fotografía                                           | Rodrigo Pulpeiro                                                                       | Nominado                        | [ 18 ] [ 19 ]                   |
| 2022                            | Premios Cóndor de Plata                | Mejor montaje                                                           | Alejandro Carrillo Penovi y Alejandro Parysow                                          | Nominados                       | [ 18 ] [ 19 ]                   |
| 2022                            | Premios Cóndor de Plata                | Mejor dirección de arte                                                 | Marcelo Salvioli                                                                       | Nominado                        | [ 18 ] [ 19 ]                   |
| 2022                            | Premios Cóndor de Plata                | Mejor diseño de vestuario                                               | Carolina Duré y Roberta Pesci                                                          | Nominadas                       | [ 18 ] [ 19 ]                   |
| 2022                            | Premios Cóndor de Plata                | Mejor música original                                                   | Federico Jusid                                                                         | Ganador                         | [ 18 ] [ 19 ]                   |
| 2022                            | Premios Cóndor de Plata                | Mejor maquillaje y peluquería                                           | Alberto Moccia                                                                         | Nominado                        | [ 18 ] [ 19 ]                   |
| 2022                            | Premios Cóndor de Plata                | Mejor diseño de sonido                                                  | Jésica Suárez                                                                          | Ganadora                        | [ 18 ] [ 19 ]                   |
| 2023                            | Premios Platino                        | Mejor miniserie o teleserie                                             | Iosi, el espía arrepentido                                                             | Nominado                        | [ 20 ] [ 21 ]                   |
| 2023                            | Premios Platino                        | Mejor actor de reparto en miniserie o teleserie                         | Alejandro Awada                                                                        | Ganador                         | [ 20 ] [ 21 ]                   |
| 2023                            | Premios Platino                        | Mejor creador de miniserie o teleserie                                  | Daniel Burman                                                                          | Nominado                        | [ 20 ] [ 21 ]                   |
| 2023                            | Premios Sur                            | Mejor serie                                                             | Iosi, el espía arrepentido                                                             | Ganador                         | [ 22 ]                          |
| 2023                            | Premios Argentores                     | Mejor serie                                                             | Iosi, el espía arrepentido                                                             | Ganador                         | [ 23 ]                          |
| 2023                            | Premios Emmy Internacional             | Mejor serie dramática                                                   | Iosi, el espía arrepentido                                                             | Nominado                        | [ 24 ]                          |
| 2023                            | Premios Emmy Internacional             | Mejor actor                                                             | Gustavo Bassani                                                                        | Nominado                        | [ 24 ]                          |
| 2024                            | Premios Platino                        | Mejor miniserie o teleserie cinematográfica                             | Iosi, el espía arrepentido                                                             | Nominado                        | [ 25 ] [ 26 ]                   |
| 2024                            | Premios Platino                        | Mejor actor en miniserie o teleserie                                    | Gustavo Bassani                                                                        | Nominado                        | [ 25 ] [ 26 ]                   |
| 2024                            | Premios Platino                        | Mejor actriz de reparto en miniserie o teleserie                        | Minerva Casero                                                                         | Nominada                        | [ 25 ] [ 26 ]                   |
| 2024                            | Premios Platino                        | Mejor creador de miniserie o teleserie                                  | Daniel Burman                                                                          | Ganador                         | [ 25 ] [ 26 ]                   |
| 2024                            | Premios Sur                            | Mejor serie                                                             | Iosi, el espía arrepentido                                                             | Nominado                        | [ 27 ]                          |
| 2024                            | Premios Emmy Internacional             | Mejor serie dramática                                                   | Iosi, el espía arrepentido                                                             | Nominado                        | [ 28 ]                          |
| 2024                            | Premios Produ                          | Mejor serie histórica, política y social                                | Iosi, el espía arrepentido                                                             | Nominado                        | [ 29 ]                          |
| 2024                            | Premios Produ                          | Mejor actriz principal - Serie o miniserie histórica, política y social | Minerva Casero                                                                         | Nominada                        | [ 29 ]                          |
| 2024                            | Premios Produ                          | Mejor actriz principal - Serie o miniserie histórica, política y social | Natalia Oreiro                                                                         | Nominada                        | [ 29 ]                          |
| 2024                            | Premios Produ                          | Mejor actor principal - Serie o miniserie histórica, política y social  | Gustavo Bassani                                                                        | Nominado                        | [ 29 ]                          |
| 2024                            | Premios Produ                          | Mejor showrunner - Drama                                                | Daniel Burman                                                                          | Nominado                        | [ 29 ]                          |
| 2024                            | Premios Martín Fierro de Cine y Series | Mejor serie                                                             | Iosi, el espía arrepentido                                                             | Nominado                        | [ 30 ]                          |
| 2024                            | Premios Martín Fierro de Cine y Series | Mejor dirección                                                         | Daniel Burman, Sebastián Borensztein y Martín Hodara                                   | Nominados                       | [ 30 ]                          |
| 2024                            | Premios Martín Fierro de Cine y Series | Mejor actriz                                                            | Natalia Oreiro                                                                         | Ganadora                        | [ 30 ]                          |
| 2024                            | Premios Cóndor de Plata                | Mejor serie dramática o de comedia                                      | Iosi, el espía arrepentido                                                             | Nominado                        | [ 31 ]                          |
| 2024                            | Premios Cóndor de Plata                | Mejor actriz protagonista                                               | Natalia Oreiro                                                                         | Nominada                        | [ 31 ]                          |
| 2024                            | Premios Cóndor de Plata                | Mejor actor de reparto                                                  | Alejandro Awada                                                                        | Nominado                        | [ 31 ]                          |
| 2024                            | Premios Cóndor de Plata                | Mejor montaje                                                           | Alejandro Parysow y Santiago Parysow                                                   | Nominados                       | [ 31 ]                          |
| 2024                            | Premios Cóndor de Plata                | Mejor dirección de arte                                                 | Ana Giovanoni y Marcelo Salvioli                                                       | Nominados                       | [ 31 ]                          |
| 2024                            | Premios Cóndor de Plata                | Mejor diseño de vestuario                                               | Carolina Duré y Roberta Pesce                                                          | Nominadas                       | [ 31 ]                          |
| 2024                            | Premios Cóndor de Plata                | Mejor maquillaje y peluquería                                           | Alberto Moccia                                                                         | Nominado                        | [ 31 ]                          |
| 2024                            | Premios Cóndor de Plata                | Mejor diseño de sonido                                                  | Jesica Suárez                                                                          | Nominada                        | [ 31 ]                          |
| 2024                            | Premios Cóndor de Plata                | Mejor dirección                                                         | Daniel Burman, Martín Hodara y Sebastián Borensztein                                   | Ganadores                       | [ 31 ]                          |
| 2025                            | Rose d'Or Latinos                      | Mejor serie de drama                                                    | Iosi, el espía arrepentido                                                             | Ganador                         | [ 32 ]                          |